# Pad Italije
Pad Italije (en croat La caiguda d'Itàlia) és una pel·lícula iugoslava de guerra del 1981 dirigida per Lordan Zafranović.
Va guanyar el Velika zlatna arena a la millor pel·lícula al Festival de Cinema de Pula de 1981.

## Sinopsi
A l'illa de Dalmàcia, el comandant partisà Davorin (Danijel Olbricki) liquida, segons les directrius del partit, l'amic i camarada immoral Nika (Frano Lasić) i la seva amant, la col·laboradora italiana Krasna (Snežana Savić). Després es casa amb la bella Veronika (Ena Begović), filla d'un home ric local. Gràcies a la negligència de Davorin, nazis, ústaixes i txetniks van desembarcar a l'illa després de la capitulació italiana.
La caiguda d'Itàlia mobilitza exèrcits, provoca pànic, escaramusses, crueltat, venjança. Tot això deixa empremtes profundes a la ciutat insular. El comandant d'un destacament partisà, una mena d'ascètic revolucionari, dedicat a la lluita, les decisions i les actituds coherents, cau en el parany de l'amor d'una noia el pare de la qual és terratinent i traïdor. A partir d'aquest moment, identificarà l'amor i la llibertat, i com a lluitador i revolucionari serà cada cop més feble. El seu germà petit, que va créixer durant la revolució, jutjarà el comportament irresponsable del seu germà gran.

## Repartiment
- Daniel Olbrychski com a Davorin
- Ena Begović com a Veronika
- Gorica Popović as Božica
- Mirjana Karanović com a Mara
- Dragan Maksimović com a Rafo
- Miodrag Krivokapić com a Andro
- Dušan Janićijević com a Ljubo
- Ljiljana Krstić as Antica
- Bata Živojinović com a Grgo Kusturin
- Frano Lasić com a Niko
- Snežana Savić com a Krasna
- Igor Hajdarhodžić com a Lovre

## Reconeixements
Va obtenir el primer premi a la III edició de la Mostra de València juntament amb Arais min kasab/Poupées de roseau de Jillali Ferhati.